# Slitevind AB
Slitevind AB (publ.) var ett vindkraftföretag med säte på Gotland. Sedan september 2022 är det uppköpt av Orrön Energy (f.d. Lundin Energy) och avnoterat.  Företaget grundades 23 september 1992 och är Sveriges största privata vindkraftsföretag. Företaget ägs till stor majoritet av dess styrelsemedlemmar, men även VK Holding äger 18 procent av företaget samt Investment AB Spiltan med runt 2,5 .
Det första vindkraftverket sattes upp runt nyåret 1993 och företaget producerar idag årligen runt 157 MWh genom vindkraftsparker på bland annat Gotland, Öland och i Skåne. Företaget har även verksamhet i Norge, genom dotterbolaget Vindkraft Nord, och i Finland genom dotterbolaget SABA Wind. Utöver detta äger företaget 15 % av aktierna i Triventus som är ett av de främsta företagen i Sverige inom vindkraftsprojektering.
Den största vindkraftsparken finns i Smöjen på Gotland, där bolaget har 10 vindkraftverk med en total produktion på runt 93 MWh, med planer att utöka produktionen trefaldigt genom bland annat en investering på 100 miljoner SEK.
Slitevinds projektportfölj, det vill säga projekt som ligger i något av stegen från tillståndsansökan till färdigt arrendeavtal,  uppgår till 4800 megawatt. Detta kan jämföras med det börsnoterade vindkraftsbolaget Arise Windpower som har en projektportfölj på 900 megawatt.

## Norge
I Finnmark fylke i Norge planerar företaget att bygga två vindkraftsparker som ska kunna producera 15 Terawattimmar, vilket är sex gånger så mycket vindkraftsenergi som producerades i hela Sverige 2010. Detta motsvarar även 15 procent av hela Sveriges totala energiförbrukning. Investeringen beräknas kosta runt 50 miljarder kronor.

## Aktien
Slitevind AB är ett publikt aktiebolag med största del privata investerare, och har 12 000 aktier. Investment AB Spiltans VD, Per H Börjesson skickade i början av 2011 ut ett brev till alla Slitevinds aktieägare och erbjöd dessa 10 200 kronor per aktie, vilket skulle värdera hela företaget till runt 120 miljoner SEK, vilket fick konsekvensen att Spiltan kunde köpa upp 2,5 % av aktierna. Även Norska Statkraft har velat köpa företaget men misslyckats.
Spiltans försök att köpa Slitevinds aktier har lett till att dess styrelse bestämt att det ska bli enklare att handla med bolagets aktier.